# ماکس فن بادن
شاهزاده ماکسیمیلیان الکساندر فریدریش ویلهلم فون بادن(به آلمانی: Prinz Maximilian Alexander Friedrich Wilhelm von Baden) یا به کوتاهی ماکس فن بادن(به آلمانی: Max von Baden)(زادهٔ ۱۰ ژوئیهٔ ۱۸۶۷ – درگذشتهٔ ۶ نوامبر ۱۹۲۹) سیاست‌مدار آلمانی بود. وی وارث گران‌دوشهٔ بادن بود. ماکسیمیلیان در بازهٔ زمانی کوتاهی در سال ۱۹۱۸ صدر اعظم آلمان بود.

## زندگی
شاهزاداه ماکسیمیلیان در بادن-بادن زاده‌شد. مادر او خویشاوند الکساندر دوم تزار روسیه بود.
در خلال جنگ جهانی اول او به آزادی‌خواهی شناخته می‌شد؛ در اکتبر ۱۹۱۸ او به صدراعظمی برگزیده شد تا کار را با متفقین به مصالحه بکشاند. دولت او برای نخستین بار نمایندگانی از حزب سوسیال دموکرات آلمان چون فریدریش ابرت و فیلیپ شایدمان داشت. او همچنین با دخالت‌های نظامیان در امور دولتی مقابله‌کرد.
کوشش‌های دولت وی برای صلح با انقلاب ۱۹۱۸ در اوایل نوامبر ۱۹۱۸ متوقف شد. وی ویلهلم دوم را ناچار به کناره‌گیری کرد. در ۹ نوامبر ۱۹۱۸ ماکسیمیلیان به سود فریدریش ابرت از صدراعظمی کناره‌گیری کرد.